# Platycleis plotnikovi
Platycleis plotnikovi är en insektsart som beskrevs av Boris Petrovich Uvarov 1914. Platycleis plotnikovi ingår i släktet Platycleis och familjen vårtbitare. Inga underarter finns listade i Catalogue of Life.